# ブルース・ラ・ブルース
ブルース・ラ・ブルース（Bruce La Bruce, 1964年1月3日 - ）は、カナダの映画監督、映画プロデューサー、脚本家、写真家、ライター。 オンタリオ州サウサンプトン出身。
ゲイをテーマとしたポルノグラフィックな作品を多く発表している。
2024年、監督作『ザ・ヴィジター』が第74回ベルリン国際映画祭のパノラマ部門に選出、2月17日にプレミア公開された。

## 監督作品
- ノー・スキン・オフ・マイ・アス No Skin Off My Ass （1990年） - 監督、脚本、撮影
- スーパー8 1/2 Super 8 1/2 （1994年） - 監督、脚本、出演
- ハスラー・ホワイト Hustler White （1996年） - 監督、製作、脚本、出演
- スキン・フリック Skin Flick （1999年） - 監督、脚本
- ラズベリー・ライヒ The Raspberry Reich （2004年） - 監督、脚本
- シュガー Sugar （2004年） - 原作
- Otto; or, Up with Dead People (2008)
- L.A. Zombie (2010)
- Gerontophilia (2013)
- Pierrot Lunaire (2014)
- The Misandrists (2017)
- Ulrike's Brain (2017)
- It is Not the Pornographer That is Perverse (2018) 
  - CockyBoys 向けのポルノ映画
- Saint-Narcisse (2020)
- Tom of Finland - Service Station (2020)
  - Men.com向けのポルノ作品
- The Affairs of Lidia (2022)
- The Visitor (2024)

## DVD
- ベスト・オブ・ブルース・ラ・ブルースBOX（DVD）

## 写真展
- ブルース・ラ・ブルース写真展「Bruceploitation」（2007年10月）　ヴァニラ画廊